# Savannah (Geórgia)
Savannah é uma cidade localizada no estado americano da Geórgia, no Condado de Chatham. Foi fundada no século XVIII.

## Plano urbanístico de James Oglethorpe
O plano urbanístico de Savannah – Georgia, Estados Unidos – tem como protagonista principal James Oglethorpe, parlamentar inglês que ao investigar o sistema prisional britânico, deu o primeiro passo para o estabelecimento da colônia de Georgia, pois viu nos Estados Unidos ( ainda colônia da Inglaterra ) a oportunidade de proporcionar chances de recomeço para os prisioneiros. Assim, ao se estabelecer no sítio que corresponde a atual cidade de Savannah colocou em prática uma cidade planejada em grades e em torno de uma série de praças, com traço urbano caracterizado pelo traçado regular permeado por áreas verdes públicas. O design urbano de Savannah foi baseado em uma unidade que poderia ser repetida no futuro com o decorrer do crescimento da cidade, proporcionando uma divisão racional entre a cidade e o arredores com plantações. A cada colono foi dado um lote na cidade de um acre, um lote de campo de cinco acres e uma fazenda de 44 acres, o projeto inicial da cidade foi baseado em um novo molde para atividades de agricultura. Na mesma época, na Inglaterra muito se discutia a respeito de um sistema não senhorial de divisão de terras, com uma conexão orgânica entre o campo e a cidade. A colônia vivia uma vida social integrada, não só por conta do bom parcelamento de terras, do desenvolvimento em agricultura científica e estrutura de empregos balanceada, mas sim por conta da organização dos serviços públicos, havia uma moinho público para moer milho, um celeiro e depósito público, viveiro de plantas comunitário; onde a horticultura experimental era estudada e onde os colonos podiam adquirir plantas para plantar em seus jardins privados, esses fatores exemplificam o senso de igualdade urbana e social citada em diversos textos sobre o plano iluminista de Oglethorpe.

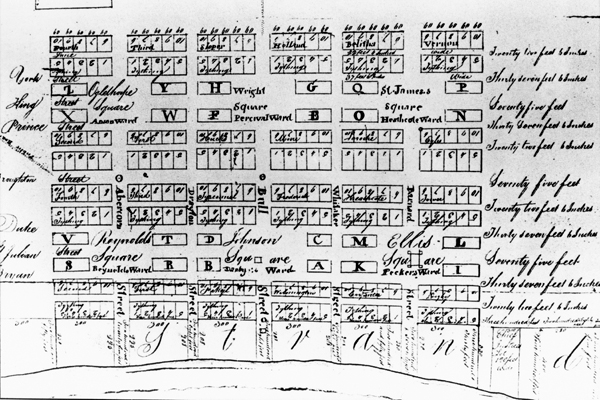
Plano Urbanístico de Savannah 1770

O desenho da cidade possibilita uma fácil circulação, por consequência das grades, praças e edifícios comunitário, possui um traçado que possibilita uma jornada simples para os pedestres, empreendimentos comerciais mistos; de fácil acesso e tráfego calmo de veículos. É um planejamento urbano abrangente, voltado principalmente para um sistema de igualdade espacial da cidade, através do parcelamento igualitário de terras. Um plano ambicioso que buscava a igualdade social, mas que infelizmente é considerado um experimento utópico, que funcionou muito bem no quesito urbano físico, mas no quesito social não. Inicialmente os colonos que se estabeleceram em Savannah concordaram com o pensamento de Oglethorpe para a cidade. Porém, o desejo de James para Savannah acabou no passo em que os colonos confortaram-o com a justificativa de a escravidão ser um ótimo método de crescimento econômico para cidade, assim - em 1749 - devido à pressão dos novos curadores da cidade, James Oglethorpe abriu mão de sua participação ativa na colônia e Georgia passou a utilizar o mesmo modelo de economia baseada em grandes campos de plantações que sua vizinha Carolina do Sul utilizava. Ao estabelecer esse tipo de economia a cidade passava a depender e legitimar da mão de obra escrava vigente em quase todo o estado sulinos nesta época.

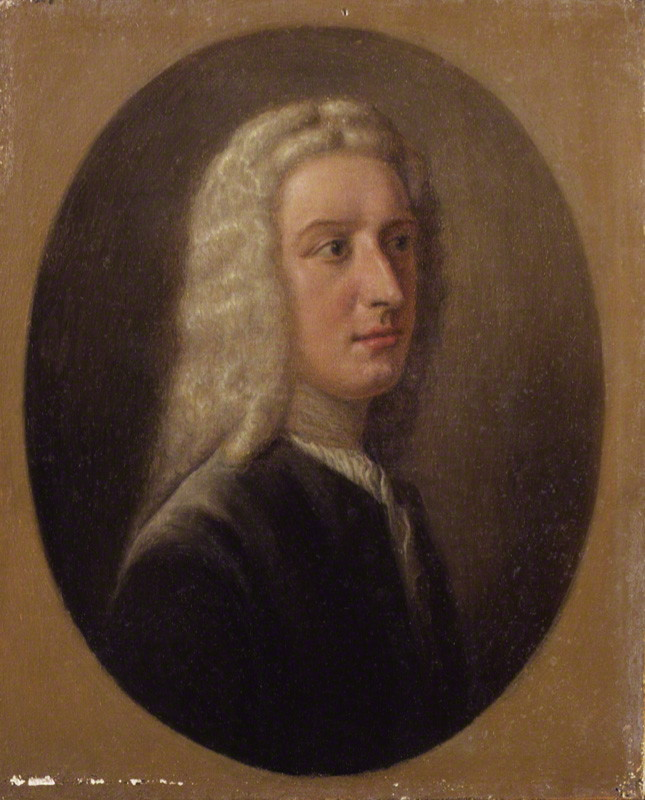
James Edward Oglethorpe, criador do plano urbano para Savannah - Georgia.

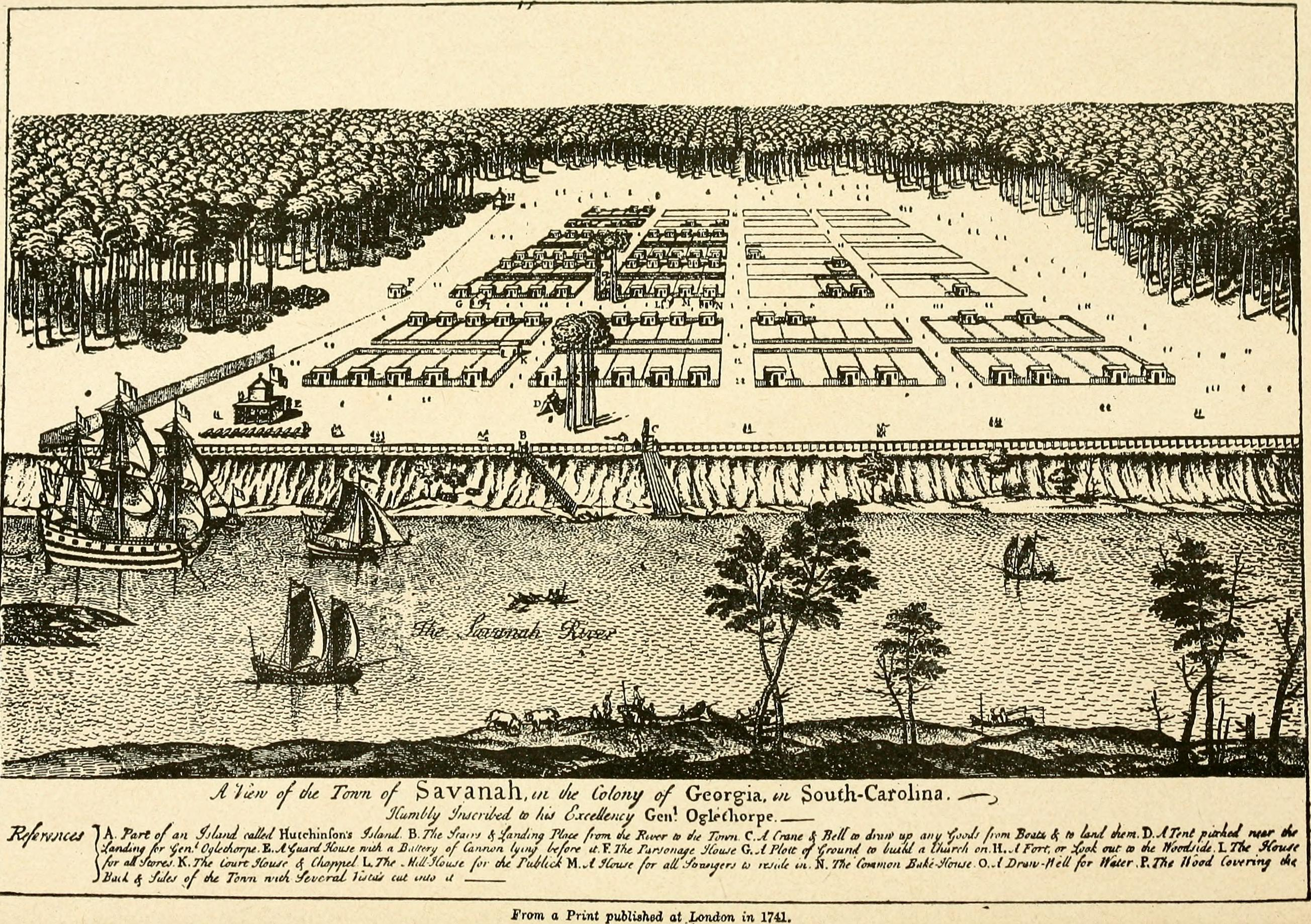
Desenho mostrando o início do estabelecimento da colônia, divisão clara entre cidade-campo.

Oglethorpe traçou apenas os primeiros seis quadrados, mas os líderes da cidade seguiram o projeto por décadas depois que ele retornou à Inglaterra. A cidade cresceu para incluir vinte e quatro praças. Hoje, Savannah inclui vinte e dois dos quadrados originais, que correspondem a atual parcela tombada como patrimônio histórico cultural de Georgia, mostrando como o pensamento de Oglethorpe para uma cidade de crescimento inteligente, baseada em uma unidade racional, que poderia ser facilmente replicada.

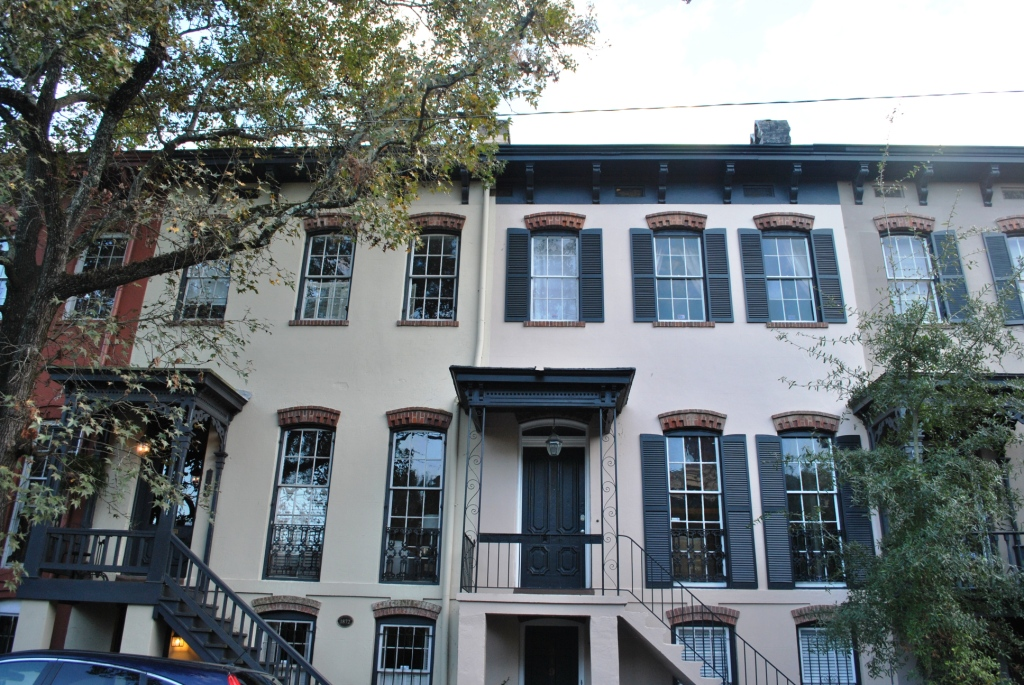
Edifícios preservados - centro Distrito Histórico de Savannah.

## O papel do Iluminismo
O iluminismo teve um papel importante no plano urbano de Savannah, por ser considerada uma cidade que nasceu baseada em princípios iluministas, colocados em prática por Oglethorpe, seu modelo urbano enfatiza a busca da igualdade social através do pensamento e métodos racionais para resolver os problemas físicos e sociais da sociedade, esse aspecto do plano urbanístico é conhecido particularmente por estar relacionado a promoção da igualdade social através do design urbano tangível da cidade, um problema muita das vezes abordado superficialmente no urbanismo. Oglethorpe buscava o caminho para uma cidade modelo, alguns mecanismos que suportam a visão de plano urbano para igualdade social são: parcelamento igualitário de terras, abordagens contemporâneas na agricultura, locação de terras, proibição da escravidão, ocupação permanente de terrenos estáveis, administração de um estado laico e etc.

## Tipologia edilícia
Apesar de iluminista e voltado para a nova era, o plano urbano de Oglethorpe possui elementos tradicionais britânicos e da civilização romana, ele buscava criar uma cidade que revivesse valores britânicos rurais e suas tradições aplicadas principalmente durante o regime Stuart , com edifícios uniformes, sem jardins frontais e as tradicionais casas terraço inglesas, que possibilitavam ao dono fachadas nobres. Em Savannah, as casas seguiam esses moldes e em sua maioria eram feitas de tijolos, eram consideradas luxuosas e únicas, recebendo elogios de diversos arquitetos viajantes que se apaixonavam pela arquitetura e o urbanismo da cidade. Suas vias arteriais, encaixavam-se perfeitamente com a escala das casas terraço e as árvores espaças; essa escala foi perdida com a construção de edifícios maiores que 2 pavimentos, onde somente alguns bairros tombados como patrimônio histórico da cidade tiveram a escala preservada, como o Distrito Negro. 

## Demografia
Segundo o censo nacional de 2010, a sua área é de 282 km², dos quais 14 km² estão cobertos por água. Sua população é de 136 286 habitantes, e sua densidade populacional é de 510,1 hab/km². É a quarta cidade mais populosa do estado. Possui 61 883 residências, que resulta em uma densidade de 231,64 residências/km².

## Espaços verdes
- Forsyth Park, com 30 acres

## Transportes
- Aeroporto Internacional de Savannah/Hilton Head

## Cultura
A cidade é onde se passa boa parte do filme Forrest Gump, onde ele conta suas histórias sentado no banco da praça. Também é retratada nos livros Midnight in the Garden of Good and Evil e Fallen de Lauren Kate.